# Гілтон-Гед-Айленд (Південна Кароліна)
Гілтон-Гед-Айленд (англ. Hilton Head Island) — місто (англ. town) на однойменному острові в США, в окрузі Бофорт штату Південна Кароліна. Населення — 37 661 особа (2020). Розташоване на 153 кілометри південніше Чарлстона.

## Географія
Гілтон-Гед-Айленд розташований за координатами 32°11′27″ пн. ш. 80°44′21″ зх. д. / 32.19083° пн. ш. 80.73917° зх. д. (32.190852, -80.739204).  За даними Бюро перепису населення США в 2010 році місто мало площу 179,06 км², з яких 107,13 км² — суходіл та 71,93 км² — водойми.

### Клімат
Місто знаходиться у зоні, котра характеризується вологим субтропічним кліматом. Найтепліший місяць — липень із середньою температурою 27.1 °C (80.7 °F). Найхолодніший місяць — січень, із середньою температурою 9.5 °С (49.1 °F).
| Клімат Гілтон-Гед-Айленда | Клімат Гілтон-Гед-Айленда | Клімат Гілтон-Гед-Айленда | Клімат Гілтон-Гед-Айленда | Клімат Гілтон-Гед-Айленда | Клімат Гілтон-Гед-Айленда | Клімат Гілтон-Гед-Айленда | Клімат Гілтон-Гед-Айленда | Клімат Гілтон-Гед-Айленда | Клімат Гілтон-Гед-Айленда | Клімат Гілтон-Гед-Айленда | Клімат Гілтон-Гед-Айленда | Клімат Гілтон-Гед-Айленда | Клімат Гілтон-Гед-Айленда |
| Показник                  | Січ.                      | Лют.                      | Бер.                      | Квіт.                     | Трав.                     | Черв.                     | Лип.                      | Серп.                     | Вер.                      | Жовт.                     | Лист.                     | Груд.                     | Рік                       |
| Абсолютний максимум, °C   | 29,4                      | 28,9                      | 32,2                      | 35                        | 37,2                      | 38,3                      | 41,7                      | 39,4                      | 36,7                      | 36,1                      | 31,1                      | 28,3                      | 41,7                      |
| Середній максимум, °C     | 15,3                      | 17,1                      | 20,4                      | 24,4                      | 27,8                      | 30,3                      | 31,8                      | 31,3                      | 29,1                      | 25,1                      | 20,8                      | 16,7                      | 24,2                      |
| Середня температура, °C   | 9,5                       | 11,1                      | 14,5                      | 18,3                      | 22,3                      | 25,3                      | 27,1                      | 26,7                      | 24,6                      | 19,7                      | 14,9                      | 10,8                      | 18,7                      |
| Середній мінімум, °C      | 3,7                       | 5,1                       | 8,6                       | 12,3                      | 16,9                      | 20,3                      | 22,3                      | 22                        | 20                        | 14,2                      | 9                         | 4,9                       | 13,3                      |
| Абсолютний мінімум, °C    | −15,6                     | −9,4                      | −6,1                      | 0                         | 2,8                       | 7,2                       | 10                        | 11,7                      | 7,8                       | 0                         | −5                        | −12,2                     | −15,6                     |
| Норма опадів, мм          | 98                        | 89                        | 100                       | 75                        | 96                        | 131                       | 161                       | 199                       | 149                       | 89                        | 62                        | 74                        | 1323                      |
| Днів з опадами            | 9                         | 8                         | 9                         | 6                         | 8                         | 9                         | 12                        | 11                        | 10                        | 6                         | 7                         | 8                         | 104                       |
| Днів зі снігом            | 0                         | 0,1                       | 0                         | 0                         | 0                         | 0                         | 0                         | 0                         | 0                         | 0                         | 0                         | 0                         | 0,1                       |
| ------------------------- | ------------------------- | ------------------------- | ------------------------- | ------------------------- | ------------------------- | ------------------------- | ------------------------- | ------------------------- | ------------------------- | ------------------------- | ------------------------- | ------------------------- | ------------------------- |
| Джерело: Weatherbase      |                           |                           |                           |                           |                           |                           |                           |                           |                           |                           |                           |                           |                           |

## Демографія
Згідно з переписом 2010 року, у місті мешкало 37 099 осіб у 16 535 домогосподарствах у складі 10 700 родин. Густота населення становила 207 осіб/км².  Було 33306 помешкань (186/км²).
Расовий склад населення:
| - 82,9 % — білих - 7,5 % — чорних або афроамериканців - 0,9 % — азіатів - 0,2 % — корінних американців - 0,1 % — вихідців з тихоокеанських островів - 7,3 % — осіб інших рас |

До двох чи більше рас належало 1,2 %. Частка іспаномовних становила 15,8 % від усіх жителів.
За віковим діапазоном населення розподілялося таким чином: 16,6 % — особи молодші 18 років, 54,6 % — особи у віці 18—64 років, 28,8 % — особи у віці 65 років та старші. Медіана віку мешканця становила 50,9 року. На 100 осіб жіночої статі у місті припадало 96,4 чоловіків;  на 100 жінок у віці від 18 років та старших — 94,8 чоловіків також старших 18 років.
Середній дохід на одне домашнє господарство  становив 98 892 долари США (медіана — 66 646), а середній дохід на одну сім'ю — 120 023 долари (медіана — 85 051). Медіана доходів становила 46 277 доларів для чоловіків та 37 414 долари для жінок. За межею бідності перебувало 10,3 % осіб, у тому числі 19,5 % дітей у віці до 18 років та 4,8 % осіб у віці 65 років та старших.
Цивільне працевлаштоване населення становило 17 290 осіб. Основні галузі зайнятості: мистецтво, розваги та відпочинок — 21,8 %, освіта, охорона здоров'я та соціальна допомога — 14,3 %, науковці, спеціалісти, менеджери — 13,5 %.